# Vilkija
Vilkija ist eine litauische Stadt mit 1966 Einwohnern in der Rajongemeinde Kaunas, an der Fernstraße KK141, 25 km nordwestlich von Kaunas, am rechten Ufer der Memel. 

## Geschichte
1364 wurde Wilkenbethe urkundlich erwähnt. 1369 wurde die Burg Vilkija (Burg Paštuva) zerstört. 1450 gab es das Zollamt  Vilkija. Von 1906 bis 1908 wurde die katholische St.-Georgs-Kirche in Vilkija im neogotischen Stil erbaut (Architekt war Karl Eduard Strandmann), 1919 die erste Schule errichtet. Seit 1939 gibt es eine Bibliothek, eine höhere Schule für Volkshandwerk,  die Agrarschule Vilkija und ein Pflegekrankenhaus. Im Ort befindet sich ein Gymnasium.

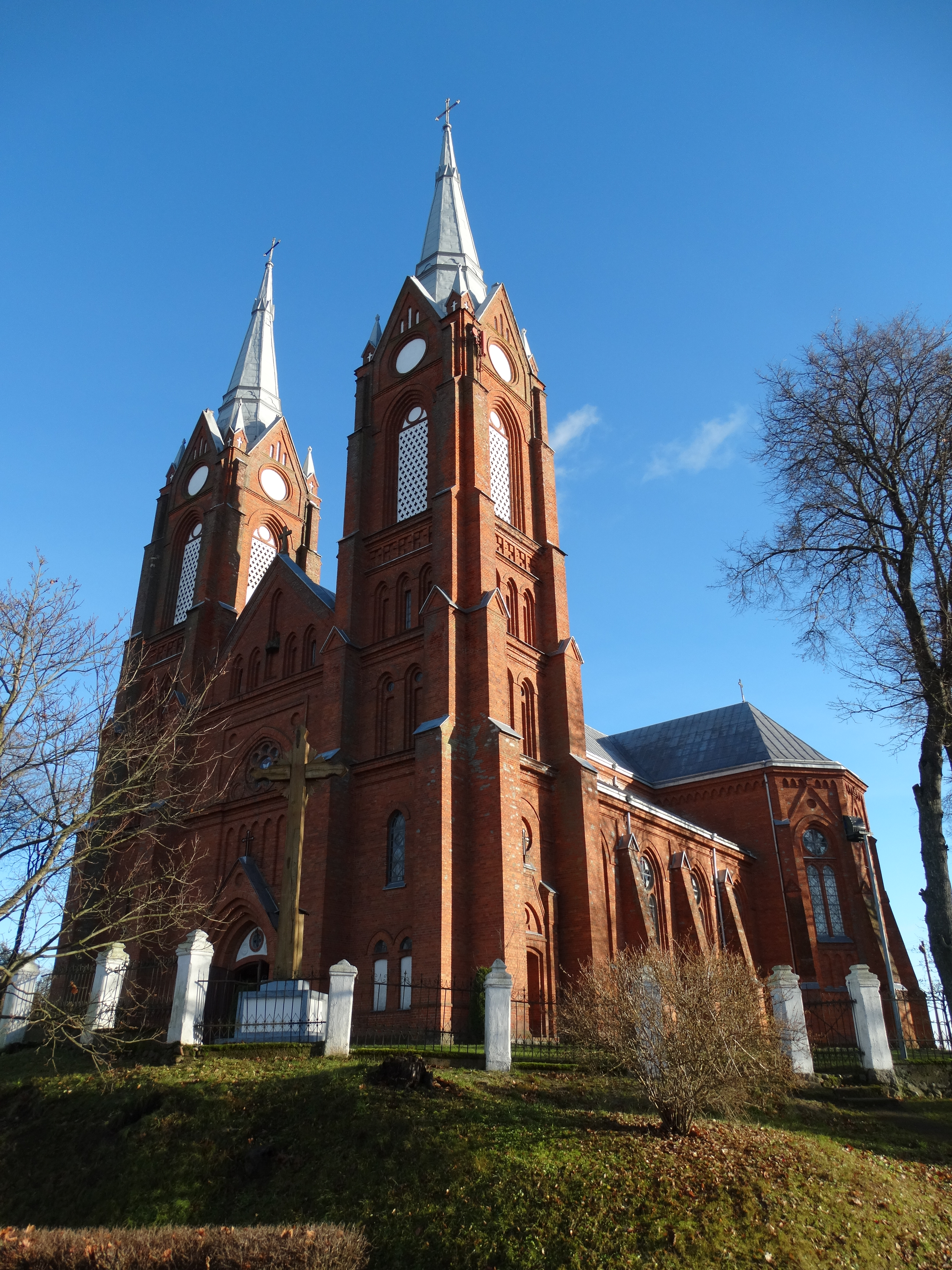
St.-Georgs-Kirche in Vilkija
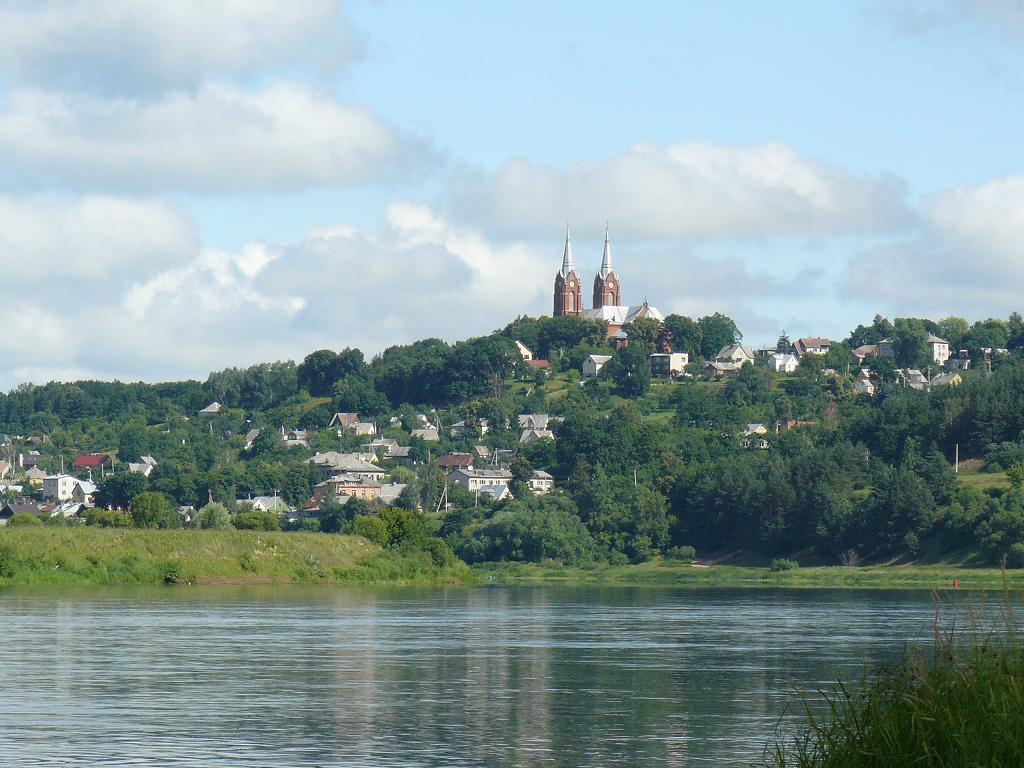
Vilkija an der Memel
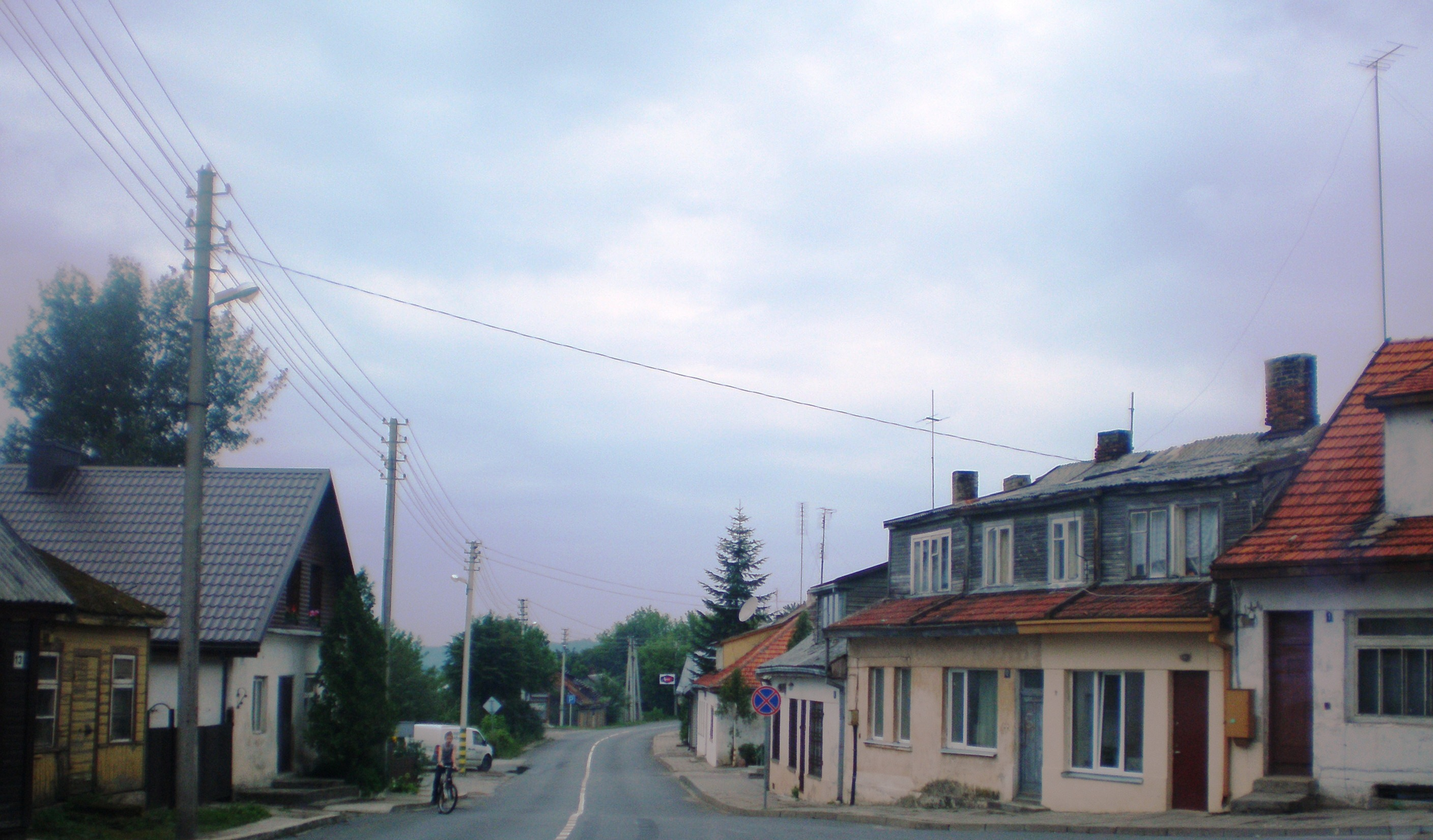
Straßenbild Vilkija

## Personen
- Romas Adomavičius (* 1953), Politiker
- Petras Cvirka (1909–1947), Autor
- Dovilė Rimkutė (* 2001), Ruderin